# Светско првенство у кошарци 2019 — група Ј
Група Ј на Светском првенству у кошарци 2019. представља другу фазу Светског првенства у којој ће бити смештена четири тима, две најбоље екипе из групе Ц и две из групе Д. Резултати из првог круга се преносе. Тимови ће играти против тимова из групе са којом се раније нису сусретали, играће се укупно две утакмице по екипи, а све утакмице су игране у Спортском центру Вухан у Вухану. Након одигравања свих утакмица, најбоље две екипе ће се пласирати у четвртфинале, трећепласирани тим ће играти у разигравању од 9. до 12. места , а четвртопласирани тим ће играти у распореду од 13. до 16. места.

## Квалификовани тимови
| Група | Победник | Другопласирани |
| ----- | -------- | -------------- |
| Ц     | Шпанија  | Порторико      |
| Д     | Србија   | Италија        |

## Пласман (Табела)
| Поз. | Табела групе Ј | ИГ | Д | И | П+  | П-  | Разл. | Бод. | Коментари                       |
| ---- | -------------- | -- | - | - | --- | --- | ----- | ---- | ------------------------------- |
| 1.   | Шпанија        | 5  | 5 | 0 | 395 | 319 | +76   | 10   | Пласман у Четвртфинале          |
| 2.   | Србија         | 5  | 4 | 1 | 482 | 331 | +151  | 9    | Пласман у Четвртфинале          |
| 3.   | Италија        | 5  | 3 | 2 | 431 | 371 | +60   | 8    | Распоред од 9. до 12. позиције  |
| 4.   | Порторико      | 5  | 2 | 3 | 349 | 402 | -53   | 7    | Распоред од 13. до 16. позиције |

## Утакмице

### Србија vs. Порторико
| 6. септембар 2019. 16:30 | Boxscore | Србија                                                   | 90 : 47 | Порторико                                | Спортски центар Вухан, Вухан Судије: Кристијано Марањо, Матрињш Козловскис, Зденко Томашович |  |
| 6. септембар 2019. 16:30 | Boxscore | Четвртине: 23:14, 26:12, 22:13, 19:8                     |         |                                          | Спортски центар Вухан, Вухан Судије: Кристијано Марањо, Матрињш Козловскис, Зденко Томашович |  |
| 6. септембар 2019. 16:30 | Boxscore | Поени: Бјелица 18 Скокови: Јокић 10 Асистенције: Јовић 9 |         | Уертас 11 Колијер, Родригез 5 Родригез 4 | Спортски центар Вухан, Вухан Судије: Кристијано Марањо, Матрињш Козловскис, Зденко Томашович |  |

### Шпанија vs. Италија
| 6. септембар 2019. 20:30 | Boxscore | Шпанија                                                            | 67 : 60 | Италија                        | Спортски центар Вухан, Вухан Судије: Стив Андерсон, Гиљерме Локатели, Омар Бармундез |  |
| 6. септембар 2019. 20:30 | Boxscore | Четвртине: 18:18, 12:13, 20:17, 17:12                              |         |                                | Спортски центар Вухан, Вухан Судије: Стив Андерсон, Гиљерме Локатели, Омар Бармундез |  |
| 6. септембар 2019. 20:30 | Boxscore | Поени: Х. Ернангомез 16 Скокови: Клавер 9 Асистенције: Фернандез 5 |         | Галинари 15 Хекет 8 Белинели 4 | Спортски центар Вухан, Вухан Судије: Стив Андерсон, Гиљерме Локатели, Омар Бармундез |  |

### Порторико vs. Италија
| 8. септембар 2019. 16:30 | Boxscore | Порторико                                                   | 89 : 94 | Италија                       | Спортски центар Вухан, Вухан Судије: Гиљерме Локатели, Зденко Томашович, Мартињш Козловскис |  |
| 8. септембар 2019. 16:30 | Boxscore | Четвртине: 24:13, 22:13, 18:24, 19:33, 6:24                 |         |                               | Спортски центар Вухан, Вухан Судије: Гиљерме Локатели, Зденко Томашович, Мартињш Козловскис |  |
| 8. септембар 2019. 16:30 | Boxscore | Поени: Балкман 14 Скокови: Клемен 9 Асистенције: Родригез 5 |         | Белинели 27 Абас 8 Галинари 5 | Спортски центар Вухан, Вухан Судије: Гиљерме Локатели, Зденко Томашович, Мартињш Козловскис |  |

### Шпанија vs. Србија
| 8. септембар 2019. 20:30 | Boxscore | Шпанија                                                | 81 : 69 | Србија                                   | Спортски центар Вухан, Вухан Судије: Кристијано Марањо, Стив Андерсон, Омар Бермундез |  |
| 8. септембар 2019. 20:30 | Boxscore | Четвртине: 13:20, 32:17, 22:19, 14:13                  |         |                                          | Спортски центар Вухан, Вухан Судије: Кристијано Марањо, Стив Андерсон, Омар Бермундез |  |
| 8. септембар 2019. 20:30 | Boxscore | Поени: Рубио 19 Скокови: Клавер 7 Асистенције: Гасол 6 |         | Богдановић 26 Богдановић 10 Богдановић 6 | Спортски центар Вухан, Вухан Судије: Кристијано Марањо, Стив Андерсон, Омар Бермундез |  |